# Halowe mistrzostwa Polski kobiet w piłce nożnej 2010
Halowe mistrzostwa Polski kobiet w piłce nożnej 2010 – trzydziesta pierwsza edycja halowych mistrzostw Polski kobiet w piłce nożnej. Finały rozgrywek rozegrane zostały 11 grudnia 2010 roku w hali Rondo w Koninie. Po turniejach eliminacyjnych, w których łącznie wzięły udział 32 zespoły prawo startu w finale uzyskały ekipy Medyka Konin, RTP Unii Racibórz, 1. FC AZS AWF Katowice i Górnika Łęczna. Zwyciężyły gospodynie turnieju, wygrywając wszystkie trzy spotkania.

## Turniej finałowy
W finale cztery startujące drużyny zmierzyły się ze sobą w jednej grupie, rozgrywając spotkania w systemie każdy z każdym (po jednym meczu). Spotkania rozgrywane były 11 grudnia 2010 roku od godziny 13.20. Zwyciężyły piłkarki Medyka Konin, pokonując w decydującym o mistrzostwie spotkaniu obrończynie tytułu z Raciborza 5:3, choć przed meczem do mistrzostwa wystarczył im nawet remis, gdyż miały lepszy od Unitek bilans bramkowy. Brązowe medale przypadły katowiczankom, które dzięki korzystniejszemu bilansowi bramkowemu wyprzedziły ekipę z Łęcznej.

### Tabela i wyniki
| Poz. | Klub                   | M | Pkt. | Mecze | Mecze | Mecze | Bramki | Bramki |
| Poz. | Klub                   | M | Pkt. | zwy.  | rem.  | por.  | zdob.  | stra.  |
| ---- | ---------------------- | - | ---- | ----- | ----- | ----- | ------ | ------ |
| 1    | Medyk Konin            | 3 | 9    | 3     | 0     | 0     | 18     | 7      |
| 2    | RTP Unia Racibórz      | 3 | 6    | 2     | 0     | 1     | 12     | 8      |
| 3    | 1. FC AZS AWF Katowice | 3 | 1    | 0     | 1     | 2     | 5      | 10     |
| 4    | Górnik Łęczna          | 3 | 1    | 0     | 1     | 2     | 6      | 16     |

| 1. kolejka |                        |       |                        |  |
|            | 1. FC AZS AWF Katowice | 2 – 4 | Medyk Konin            |  |
|            | Górnik Łęczna          | 2 – 5 | RTP Unia Racibórz      |  |
| 2. kolejka |                        |       |                        |  |
|            | RTP Unia Racibórz      | 4 – 1 | 1. FC AZS AWF Katowice |  |
|            | Medyk Konin            | 9 – 2 | Górnik Łęczna          |  |
| 3. kolejka |                        |       |                        |  |
|            | 1. FC AZS AWF Katowice | 2 – 2 | Górnik Łęczna          |  |
|            | RTP Unia Racibórz      | 3 – 5 | Medyk Konin            |  |

### Nagrody i wyróżnienia
Wyróżnienie dla najlepszej zawodniczki turnieju przyznano Marcie Stobbie z Unii Racibórz. Najskuteczniejszą piłkarką turnieju z dorobkiem pięciu bramek okazała się Anna Gawrońska z Medyka Konin. Nagroda dla najlepszej bramkarki również przypadła zawodniczce z Konina – Katarzynie Jankowskiej.